# Јабуково сирће
Јабуково сирће настаје ферментацијом сока од јабука. Најбоље је користити природно јабуково сирће, које не садржи никакве додатке. Током процеса ферментације природни шећери из јабука разлажу се, уз помоћ бактерија и квасца. Оно што настаје је прво алкохол, а затим и сирће. Јабуково сирће продаје се најчешће нефилтрирано и непастеризовано и када се боца отвори оно временом оксидише и постаје тамносмеђе боје. У дну боце ће се временом појавити облак талога, и то је сасвим у реду. Овај талог састоји се углавном од бактерија сирћетне киселине.

## Здравствене предности
Јабуково сирће је пре свега прехрамбени производ. Сирће спада у неопходне намирнице за људску исхрану било да је алкохолно, винско или јабуково.У кухињи се употребљава за салату, као додатак куваним јелима или за конзервисање зимнице. Јабуково сирће користи се као и свако друго сирће с тим што је здравије од сваког другог сирћета, до те мере да се често употребљава као лек. Он спада у електролите одговорне за проток електрицитета у телу. За лечење реуматоидног артритиса препоручују се облоге од јабуковог сирћета. Народна медицина јабуково сирће у комбинацији са медом и водом препоручује за отклањање хроничног умора.

## Припрема јабуковог сирћета
Јабуково сирће се прави од зрелих јабука. Потребне су јабуке које су потпуно зреле, па и оне које су пале са дрвета. Јабуке се оперу, исеку, ставе у емајлирану или пластичну посуду са широким дном. Затим се прелију врелом водом (65 – 70 °C). Кад се прави јабуково сирће потребан је и шећер. На 1 килограм слатких јабука ставити 50 грама шећера, за киселе -100 грама. Ниво воде треба да буде 3-4 центиметра изнад јабука. Посуда се стави на топло место, али не на сунце. Потребно је да често промеша маса, да не би дошло до површинског врења. После две недеље, се процеди кроз густу газу и преспе у велику теглу за врење. Најбоље је да се остави 5-7 центиметара ваздуха до врха тегле. Остави се да одстоји још две недеље. Непромућкано, готово сирће, преспе се у флаше, не до врха. Добро се затворе, а ако планира дуже чување, прелију се чепови воском. Чува се на тамном месту, на температури од 4 – 20 °C.